# Sarah

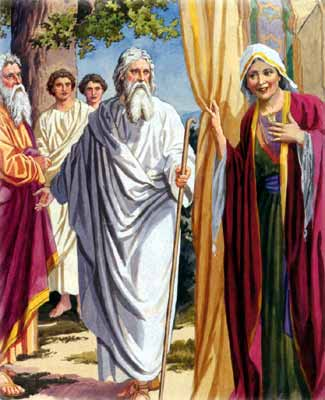
Sarah (bên phải) và Abraham tiếp đón ba thiên sứ (minh họa Kinh thánh cho trẻ em).

Sarah hay Sara (Hebrew: שָׂרָה, Tiêu chuẩn: Sara, Tiberian: Śārā ISO 259-3 Śarra; tiếng Latinh: Sara; tiếng Ả Rập: سارة Sārah) là vợ của Abraham, mẹ của Isaac. Tên ban đầu của bà là Sarai. Theo Sáng thế ký 17:15, Thiên Chúa đổi tên bà thành Sarah để thực hiện một giao ước sau khi người hầu gái Hagar của bà sinh cho Abraham đứa con trai đầu lòng, Ishmael.
Trong tiếng Hebrew, tên gọi Sarah để chỉ một người phụ nữ tầng lớp trên, thường được dịch là "công chúa" hay "nữ quý tộc".